# Acronicta lutea
Acronicta lutea är en fjärilsart som beskrevs av Bremer och William Grey 1852. Acronicta lutea ingår i släktet Acronicta och familjen nattflyn. Inga underarter finns listade i Catalogue of Life.